# Mexiweckelia hardeni
Mexiweckelia hardeni är en kräftdjursart som beskrevs av John R. Holsinger 1992. Mexiweckelia hardeni ingår i släktet Mexiweckelia och familjen Hadziidae. Inga underarter finns listade i Catalogue of Life.